# Elpidi d'Osca
Elpidi d'Osca (?, segle v–ca. 540) fou un religiós i escriptor d'Hispània, primer bisbe documentat d'Osca.
Hauria nascut a Valentia al darrer terç de segle v, segons Fita. Germà de Just d'Urgell, de Nebridi d'Ègara i de Justinià de València, tots ells fills de la mateixa mare i que van esdevenir bisbes de les ciutats de les quals reben el nom; seria, juntament amb Just, el menor dels germans. Apareix citat a l'obra d'Isidor de Sevilla De viris illustribus, on es diu que era autor d'algunes obres –també algun dels seus germans–, però que aquestes ja s'havien perdut en temps d'Isidor.
Va ser consagrat bisbe d'Osca entre el 516 i 527, tot i que s'acostuma a donar per vàlida la data aproximada del 522, data de l'arribada de Victorià d'Assan al monestir homònim des de França. Malgrat que es creu que hi va haver bisbes en aquesta seu amb anterioritat, es tracta del primer bisbe d'Osca documentat. Va participar al II Concili de Toledo (527), tot i que només va poder signar les actes conciliars, perquè va arribar amb els seus germans a Toledo quan havia acabat l'assemblea. Posteriorment, no va assistir personalment al Concili de Barcelona (540), tot i que hi ha constància que va enviar un representant en nom seu. A partir d'aquesta data no es tenen més noticies sobre ell. Segons Fita, hauria mort entre aquesta data i el 546, un període en què la regió es va veure afectada per epidèmies.